# Saint-Waast
Saint-Waast – miejscowość i gmina we Francji, w regionie Hauts-de-France, w departamencie Nord.
Według danych na rok 1990 gminę zamieszkiwały 623 osoby, a gęstość zaludnienia wynosiła 105 osób/km² (wśród 1549 gmin regionu Nord-Pas-de-Calais Saint-Waast plasuje się na 706. miejscu pod względem liczby ludności, natomiast pod względem powierzchni na miejscu 600.).